# 중산 축구장
중산 축구장(중국어 정체자: 中山足球場, 병음: Zhōngshān Zúqíuchǎng, 한자음: 중산 족구장, 영어: Zhongshan Soccer Stadium/영어: Chungshan Soccer Stadium/영어: Taipei Soccer Stadium)은 타이완성 타이베이시 중산구에 있는 축구장이다. 폭 184 m, 길이 300 m의 이 구장은 마루야마 운동장이 전신인 타이베이시 최초의 표준 축구장으로, 현재 기능은 2009년에 새로 지은 타이베이 시립경기장으로 넘겨졌다.

## 역사

### 대만일치시기
대만일치시기의 1923년에 마루야마 운동장(일본어: 圓山運動場 마루야마 운도죠[*])으로 건설되었다. 당시 夏季甲子園→하계갑자원으로도 불리는 대만 대표예선인 전국중학교우승야구 대만대회를 1923년부터 1941년까지 개최하였고, 이후 일본군이 일으킨 태평양 전쟁을 심화되면서 대회가 중지되고 1945년에 폐지되었다. 대회가 중지된 동안, 주대만 일본군이 철수할 때까지 타이베이 육군병원 마루야마 분원(일본어: 圓山分院 마루야마분인[*])으로서 운영하였다.

### 국부천대 이후
전후, 미국의 원조로 대만에 보내진 구호품의 비축 창고로 쓰다가, 1979년 2월 28일까지 주대만 미군 군사고문단의 사무실로 이용되었다. 미국-중화민국 관계가 끊어진 이후에는 버려졌다.

### 축구장으로 개장

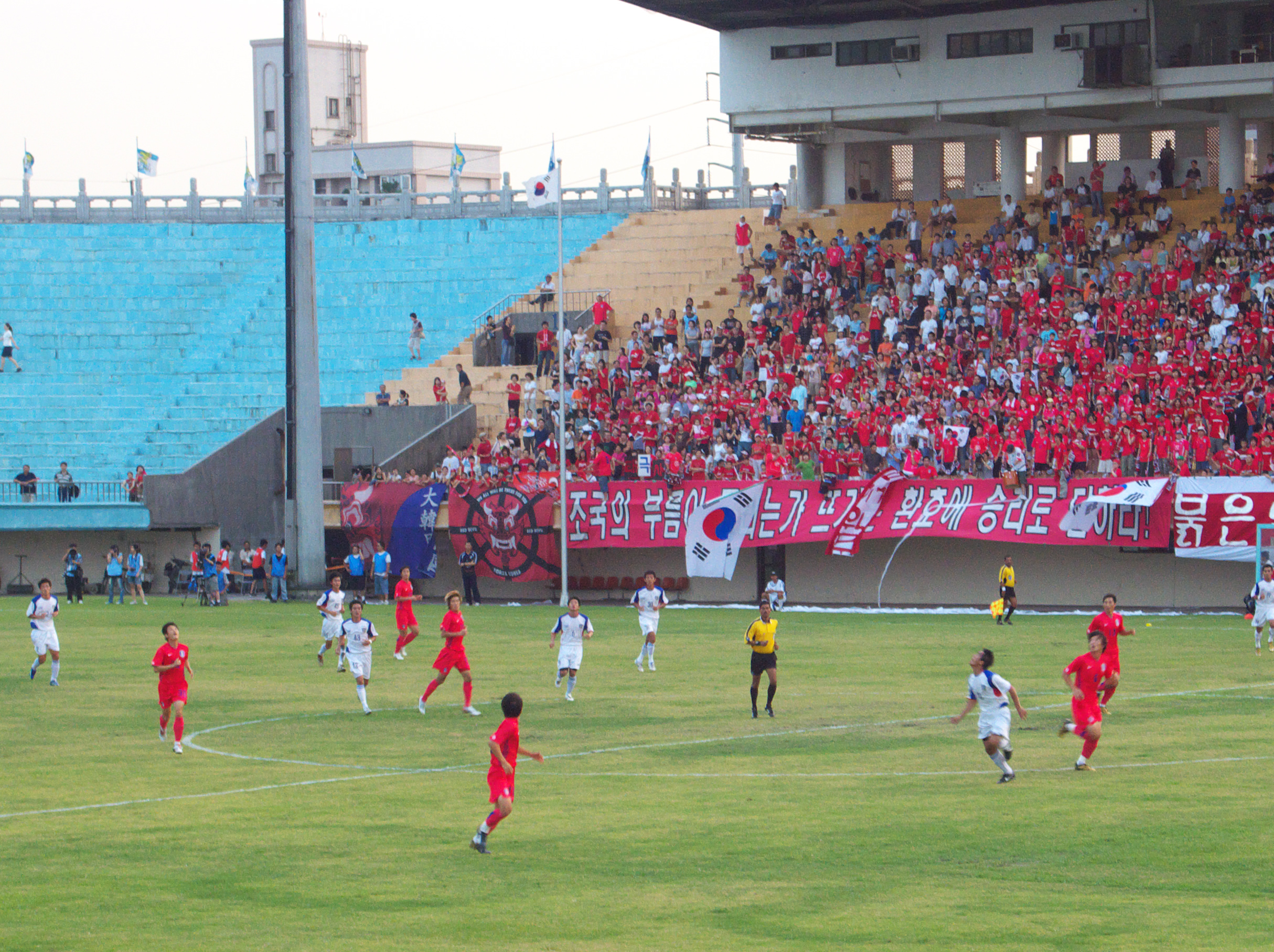
중화 타이베이 축구 국가대표팀과 대한민국 축구 국가대표팀의 2007년 아시안컵 예선 경기, 2006년 8월 16일 촬영.

1989년이 되서야 타이베이 시정부 체육국 관리 아래에 축구장으로 재개장되었는데, 중화민국에서의 축구에 대한 인기는 그리 높지 않았던 탓에 축구 대회도 개최률도 낮았다. 거기다가 타이베이 쑹산 공항을 오가는 항공기의 비행 경로 밑에 있는 탓에, 경기에 영향을 끼칠 만큼의 소음 공해로 경기장으로서는 잘 쓰이지 않고, 주로 음악회와 같은 공연이나 정당 집회 장소로 이용되었다.
2004년 8월, 전직 육상선수인 지정이 이끄는 희망기금회가 축구장의 경영 및 관리을 이어받아 타이베이시 정부의 축구장의 다목적화 계획에 따라 경영의 다각화를 시도하기 시작하였다. 
2006년 8월 16일, 중화 타이베이 축구 국가대표팀과 대한민국 축구 국가대표팀의 2007년 AFC 아시안컵 예선 경기가 중산 축구장에서 치러졌다.

### 용도 변경
2007년 3월에 타이베이시 정부는 2010년 타이베이 국제화훼박람회에 맞추어 폐장을 결정하고 개조하면서 위안산 지구를 화훼박람회의 주요 장소로 지정함에 따라 전시관 중 하나인 정옌관이 되었다. 국제화훼박람회가 끝난 뒤에는 다시 축구장으로 운영될 예정이었으나, 2009년 하계 데플림픽을 개최하기 타이베이 시립경기장을 새로 지으면서 현재까지 다목적 전시관으로 계속 사용되고 있다.
2016년 5월, 타이베이 시정부 산업발전국과 지속 가능한 발전 고문공사인 제2계획(Plan b)이 합동으로 중산 축구장 서쪽에 타이베이 혁신센터를 세웠다.

## 행사
본조비의 These Days Tour에서 1995년 4월 28일, 미국의 가수 마이클 잭슨의 HIStory World Tour에서 1996년 10월 18, 22일, 오스트레일리아의 팝 가수 카일리 미노그의 KylieX2008 월드 투어에서 2008년 12월 4일에 공연장으로 이용되었다.

## 교통
중산 축구장은 위먼거리(중국어 정체자: 玉門街, 한자음: 옥문가)와 민즈 서쪽 도로(중국어 정체자: 民族西路, 한자음: 민족서로) 건너편에 있으며, 타이베이 첩운 단수이신이선을 통해 위안산역에서 내려서 남동쪽에서 접근할 수 있다.

## 사진첩

중산 축구장 (1998년~2008년)
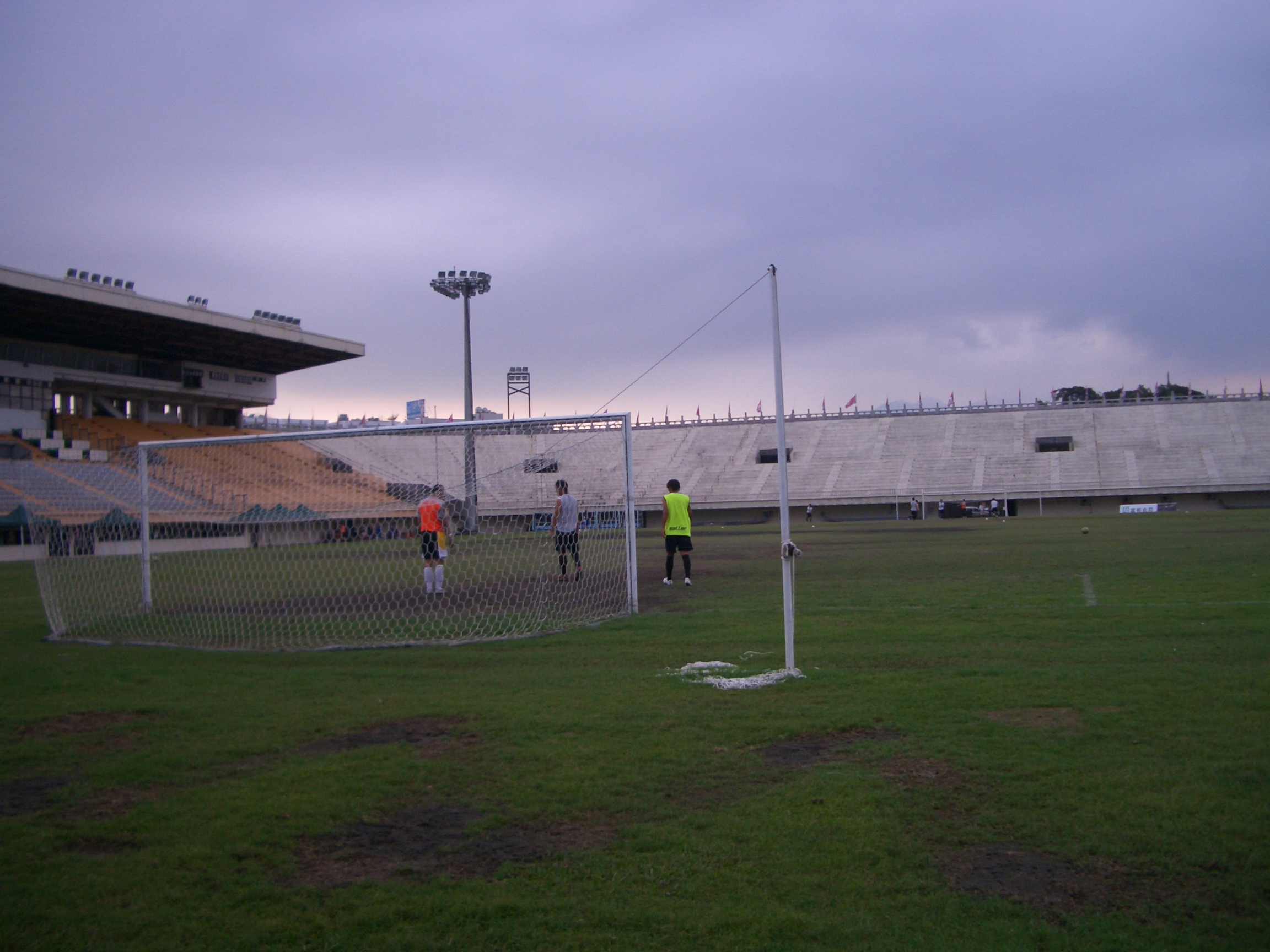
골대 뒤에서 바라본 중산 축구장의 모습, 2006년 6월 24일 촬영
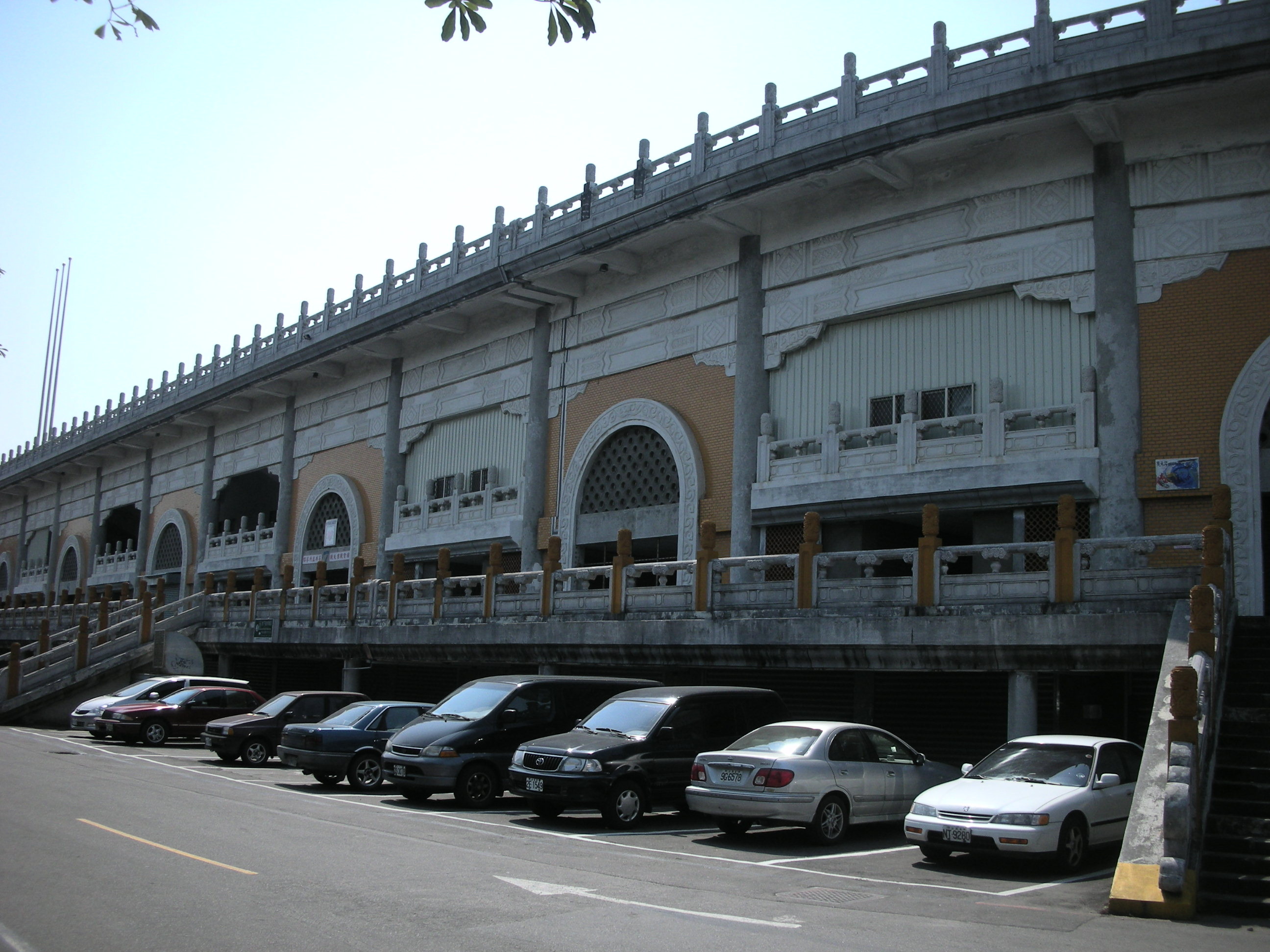
중산 축구장의 바깥 모습, 2008년 3월 5일 촬영.
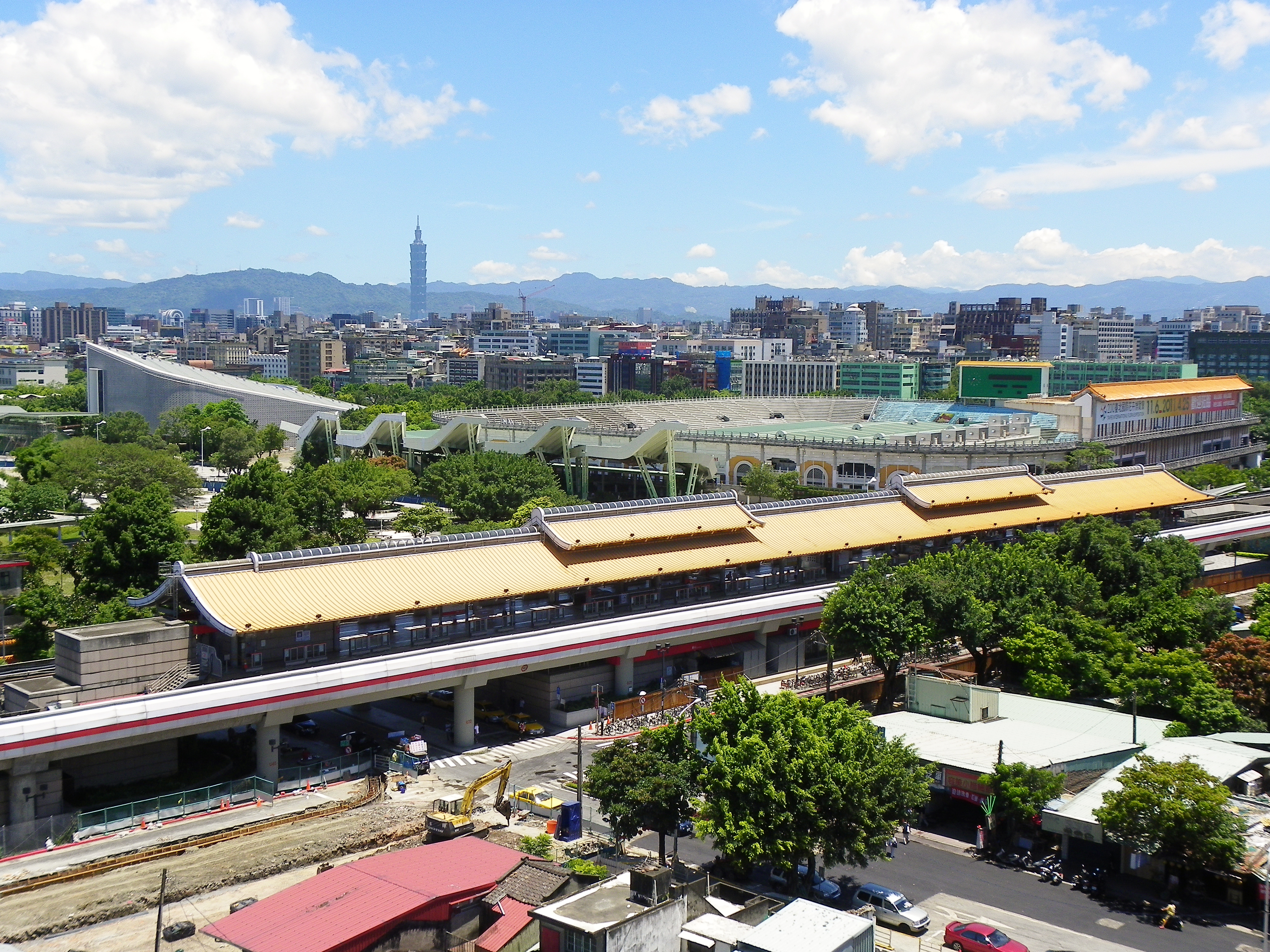
타이베이 첩운 단수이-산이선의 위안산역과 중산 축구장의 모습. 2010년 7월 18일 촬영.
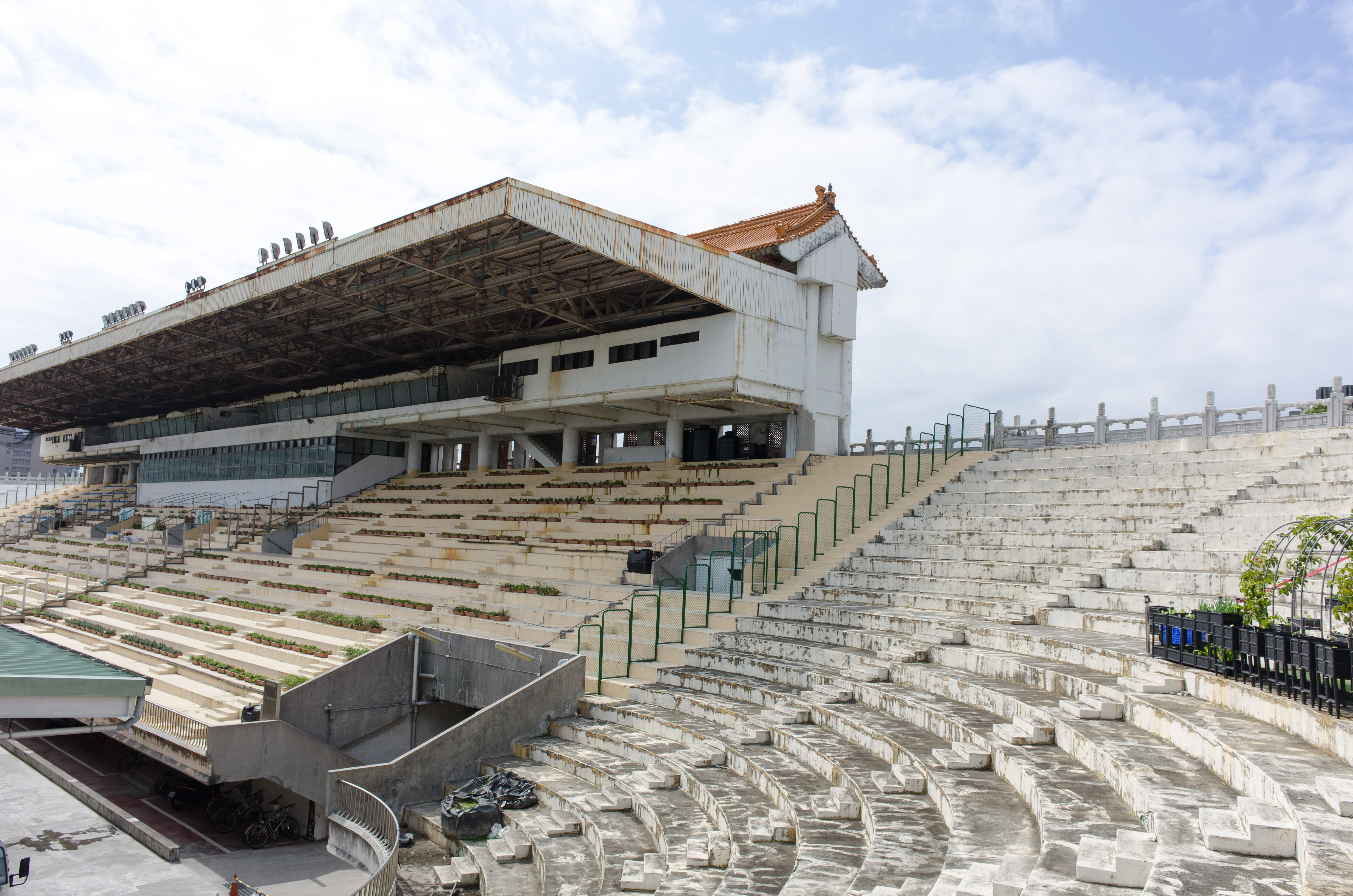
옛 중산 축구장의 특별관람석, 2015년 2월 1일 촬영.